# Torrepadre
Torrepadre è un comune spagnolo di 66 abitanti situato nella comunità autonoma di Castiglia e León.

## Geografia antropica
Torrepadre è il capoluogo del comune che possiede anche la frazione di Hontoria de Río Franco e la fattoria di Retortillo.